# Omar Daf
Omar Daf (Dakar, 12 februari 1977) is een voormalig Senegalees voetbalspeler. Hij speelde bij Stade Brestois in Frankrijk. Hij kwam ook uit voor het nationale elftal van Senegal en was deelnemer aan de FIFA World Cup in 2002. Hij heeft een Senegalees en een Frans paspoort in bezit. 